# Herrenhaus Hartau
Das Herrenhaus Hartau (polnisch Dwór Grabary) liegt im Stadtteil Grabary (Hartau) von Jelenia Góra (Hirschberg) in der Woiwodschaft Niederschlesien in Polen. 
Über das Herrenhaus ist nur wenig überliefert. Vermutlich war der Hof ein Dominium für die südöstlich gelegene Burg Molkenberg (seit 1945: Koziniec). Nach Zerstörung der Wehranlage in den Hussitenkriegen 1428 wurde das Vorwerk zu einem Herrenhaus umgebaut. Der Besitz wechselte oft, zeitweise gehörte der Hof zur Herrschaft Eichberg. Das zweigeschossige Herrenhaus stammt aus dem Barock und wurde im späten 19. Jahrhundert mit Treppengiebeln und Mittelrisalit versehen. Die umgebenden Wirtschaftsbauten stammen ebenfalls aus dieser Zeit. 